# 慧嶽
釋慧嶽，俗姓黃，出生於日治大正時期，受過完整的日式基礎教育。十九歲時，協助1939年剛返台的斌宗法師處理入境困難，期間感受其高潔優穆僧人形象所吸引，而於1940年追學斌宗法師出家。1949年於廈門南普陀受具足戒。五十歲負笈日本東京立正大學專攻佛學，著名天臺學者坂本幸男(1899-1973)為指導教授，攻讀現代性詮釋的中國天臺學六年(1958-1964)，返臺後，成為臺灣第一代具有專業學術素養的天臺宗最有代表性的僧侶兼學者。

## 經歷
- 慈航中學校長
- 獅子吼雜誌社社長
- 中華佛教文獻編撰社
- 佛教聖典刊行會

## 著作
- 1979《天台教學史》 (臺北：中華佛教文獻編撰社)
- 1995《知禮》(臺北；東大)

## 譯作
- 1971《被中國學術思想所制約的佛教 -- 中國佛教通史之三》。塚本善隆 (著); 釋慧嶽 (譯)（台中︰菩提樹雜誌社）
- 1971《被中國學術思想所制約的佛教 -- 中國佛教通史之三(續)》。塚本善隆 (著); 釋慧嶽 (譯)（台中︰菩提樹雜誌社）
- 1971《佛教之初傳期 -- 後漢的佛教 -- 中國佛教通史之四》。塚本善隆 (著); 釋慧嶽 (譯)（台中︰菩提樹雜誌社）
- 1971《佛教之初傳期 -- 後漢的佛教(下) -- 佛教通史之四》。塚本善隆 (著); 釋慧嶽 (譯)（台中︰菩提樹雜誌社）
- 1972《佛教初傳入中國的狀態 -- 中國佛教通史之五》。塚本善隆 (著); 釋慧嶽 (譯)（台中︰菩提樹雜誌社）
- 1972《佛教初傳入中國的狀態 -- 中國佛教通史之五(續)》。塚本善隆 (著); 釋慧嶽 (譯)（台中︰菩提樹雜誌社）
- 1972《漢譯佛典之續出及其影響 -- 中國佛教通史之六》。塚本善隆 (著); 釋慧嶽 (譯)（台中︰菩提樹雜誌社）
- 1972《漢譯佛典之續出及其影響 -- 中國佛教通史之六(續)》。塚本善隆 (著); 釋慧嶽 (譯)（台中︰菩提樹雜誌社）
- 1973《西晉時代之佛教 -- 中國佛教史之八》。塚本善隆 (著); 釋慧嶽 (譯)（台中︰菩提樹雜誌社）
- 1973《西晉時代之佛教 -- 中國佛教通史之八(續)》。塚本善隆 (著); 釋慧嶽 (譯)（台中︰菩提樹雜誌社）
- 1975《法華經在中國佛教之地位》。坂本幸男 (著); 釋慧嶽 (譯)（香港︰內明雜誌社）
- 1976《天台小止觀白話校訂版》。智者大師(講)，章安法師 (著); 釋慧嶽 (譯)
- 1994《我人生死之由來──民國四十六年十二月三十日講於澹雲精舍》。釋斌宗 (講); 釋慧嶽 (記)（新竹︰覺風基金會）

## 外部連結
- 《白話天台小止觀》 （页面存档备份，存于）